# Zmiejskaja
Zmiejskaja (ros. Змейская) – stanica w Rosji, w Osetii Północnej, w rejonie kirowskim. W 2010 liczyła 6888 mieszkańców.

## Urodzeni
- Aleksandr Bondar – radziecki lotnik wojskowy.